# Noha
Noha is een plaats (frazione) in de Italiaanse gemeente Galatina.